# Platurocypta immaculata
Platurocypta immaculata är en tvåvingeart som beskrevs av Tonnoir 1927. Platurocypta immaculata ingår i släktet Platurocypta och familjen svampmyggor. Inga underarter finns listade i Catalogue of Life.